# 엑셀 프랄

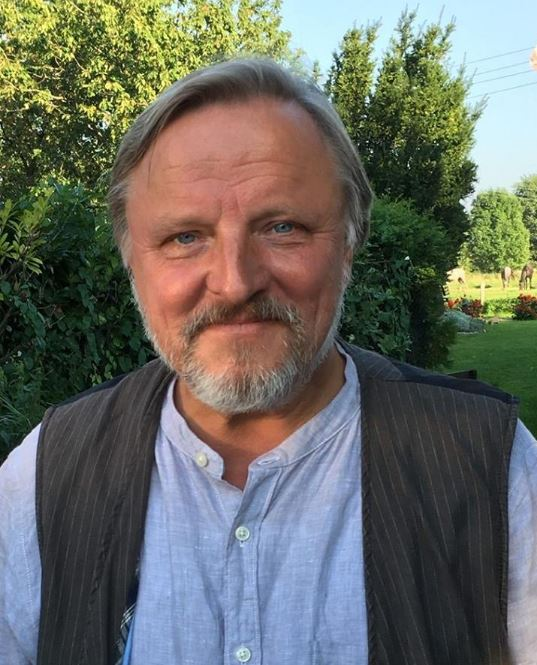

엑셀 프랄(Axel Ferdinand Konstantin Prahl, 1960년 3월 26일 ~ )은 독일의 배우, 음악가, 영화배우, 텔레비전 배우이다.
오이틴에서 태어났다.

## 영화
- 더 굿 캅 (2017년)
- 리그레터블리 킨 (2017년)
- 팀 탈러, 웃음을 팔아버린 소년 (2017년)
- 꼬마돼지 베이브의 대모험 (2017년)
- 꼬마기사 트랭크 (2015년) - 한스 목소리 역
- 보헤미안 걸 (2014년) - 헬무트 역
- 하름스 (2013년)
- 언 에너미 투 다이 포 (2012년) - 프레드리히 역
- 선생님 (2011년)
- 히어 컴즈 롤라 (2010년)
- 베를린 36 (2009년)
- 도르프펑크 (2009년)
- 평온한 시절 (2008년)
- 백치 (2008년)
- 레드 바론 (2008년)
- 넌 혼자가 아냐 (2007년)
- 사랑에 빠진 야생닭 클럽: 15세 이야기 (2007년)
- 장벽 - 베를린 61년 (2006년)
- 야생닭 클럽: 12세 이야기 (2006년)
- 발코니에서 맞은 여름 (2006년)
- 빌렌브로크 (2005년)
- 민족애를 위하여 (2004년) - 나레이터 역
- 미스터 론리 (2003년)
- 그릴 포인트 (2002년)
- 알래스카 (2000년)
- 밤에 생긴 일 (1999년)